# Kajsaniemiviken

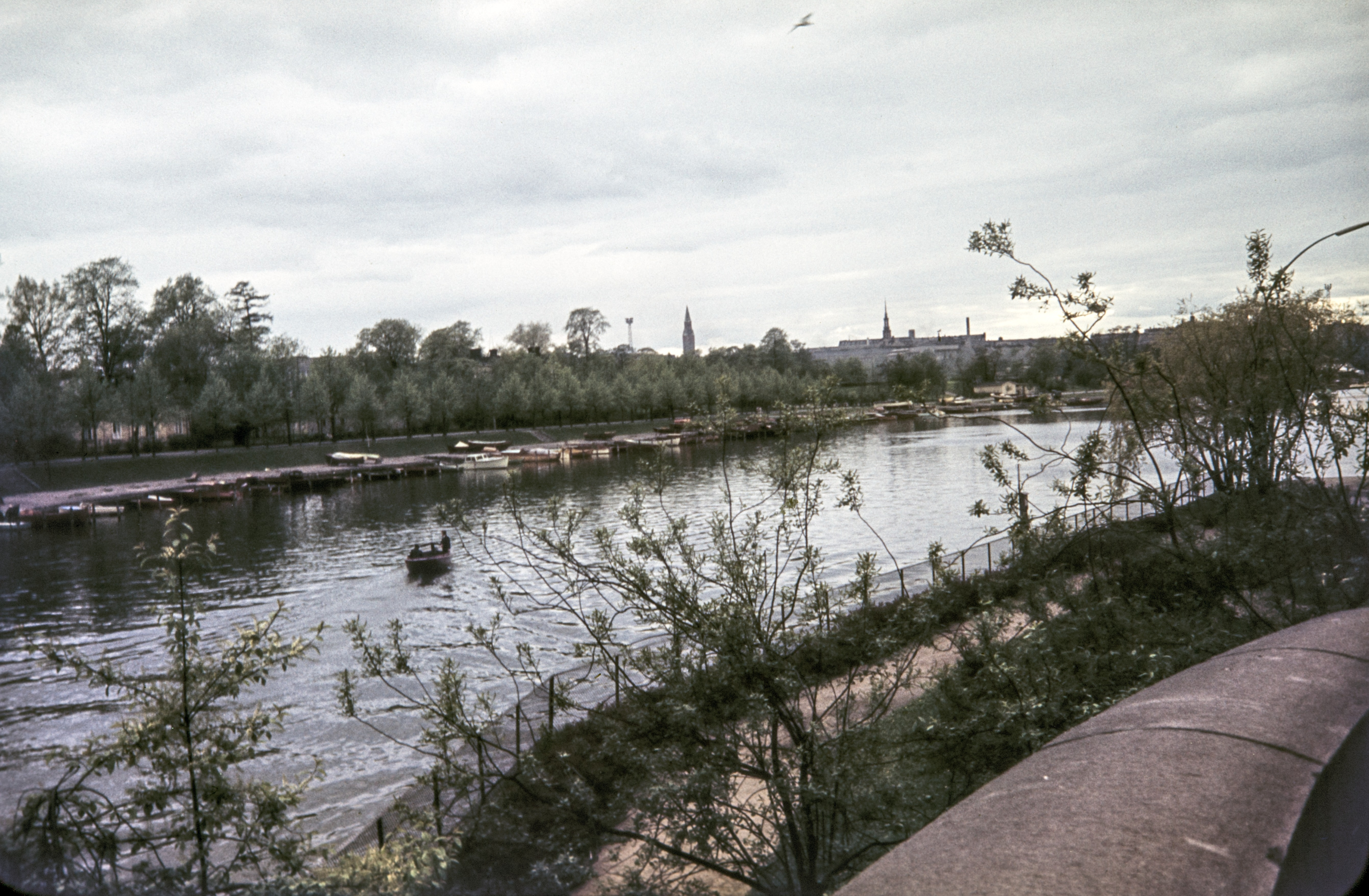
Kajsaniemiviken sedd västerut,1950

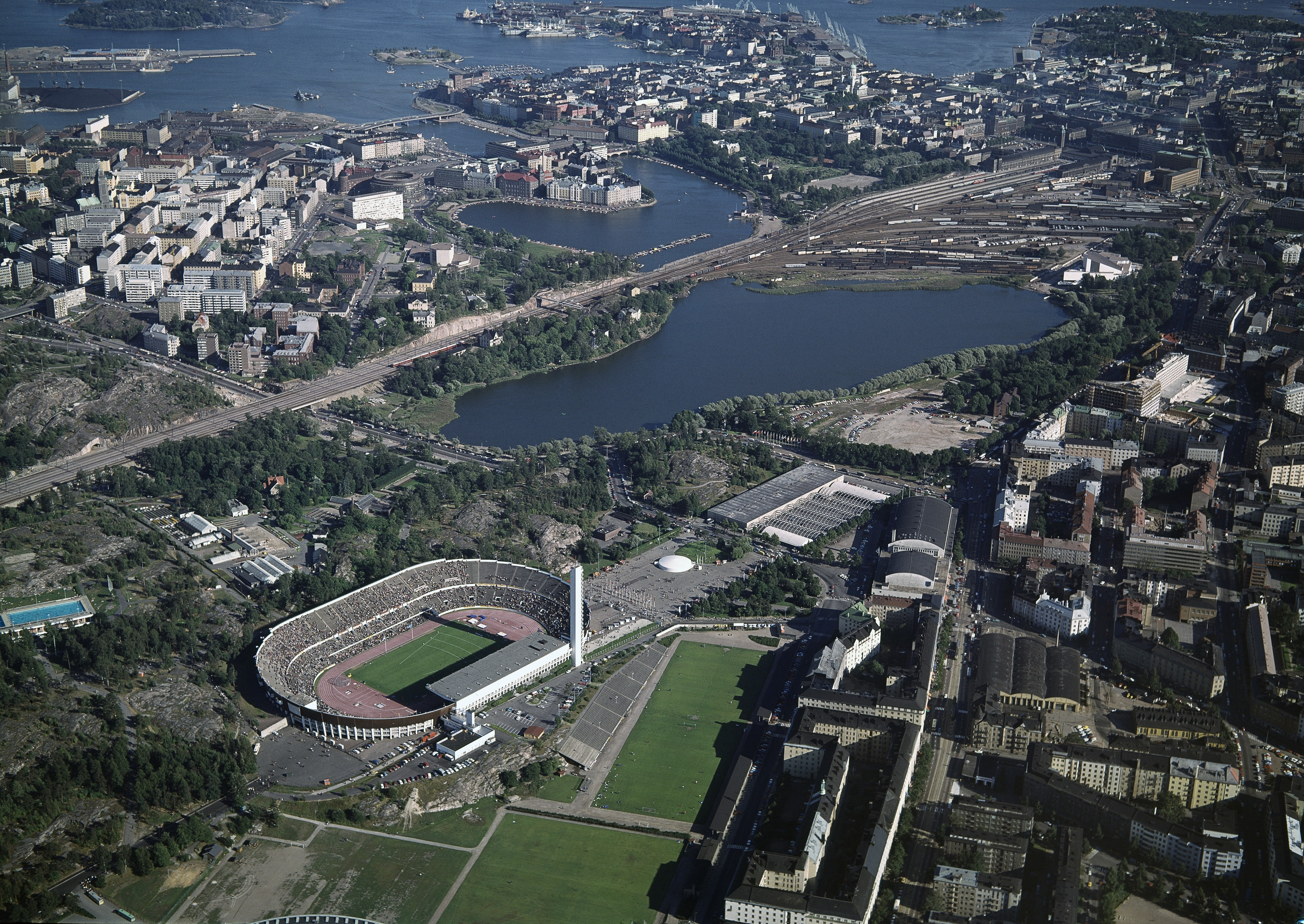
Tölöviken, Djurgårdsviken och Kajsaniemiviken mot sydost, 1972

Kajsaniemiviken är ett vattenområde norr om Kajsaniemiparken i Helsingfors, mellan Djurgårdsviken och Långa bron. 
Ursprungligen var Kajsaniemiviken del av det vatten som omgav Estnäset, dit staden Helsingfors från 1640 flyttades från mynningen av Helsinge å. Kajsaniemiviken sträckte sig in från väster och Gloviken från sydväst. Tidigt började sundet i söder fyllas ut, från 1640 på den trängsta delen, där nu den östra delen av Esplanadparken ligger, varvid Gloet avsnördes. Under 1800-talets första del fylldes Gloviken ut från söder mot norr, vilket ledde till att stora områden torrlades för att bereda plats för Helsingfors nya centrum. Den kvarvarande Tölöviken norr om den nya stadsdelen Gloet avsnördes från Djurgårdsviken och Kajsaniemiviken med en järnvägsbank i samband med anläggningen av Helsingfors centralstation omkring 1860.
Kajsaniemivikens östra gräns är Långa bron mellan Kronohagen vid Unionsgatan och Broholmen. Där har legat en bro sedan 1640, strax efter nya Helsingfors grundläggning och också Tavast tull. I väster övergår Kajsaniemiviken i Djurgårdsviken. Ett visst utbyte finns med Tölöviken genom en kulvert under järnvägsbanken.
Vid Kajsaniemivikens södra strand ligger Kajsaniemiparken med Kajsaniemi botaniska trädgård.
Vid norra stranden ligger Broholmen, som bebyggdes med lyxiga fastigheter i början av 1900-talet, och ett antal trävillor i Fågelsångsparken. 
På den västra delen går en smal bro längs järnvägsstationens järnvägsspår på banken som delar Kajsaniemiviken och Djurgårdsviken från Tölöviken. 

## Bildgalleri

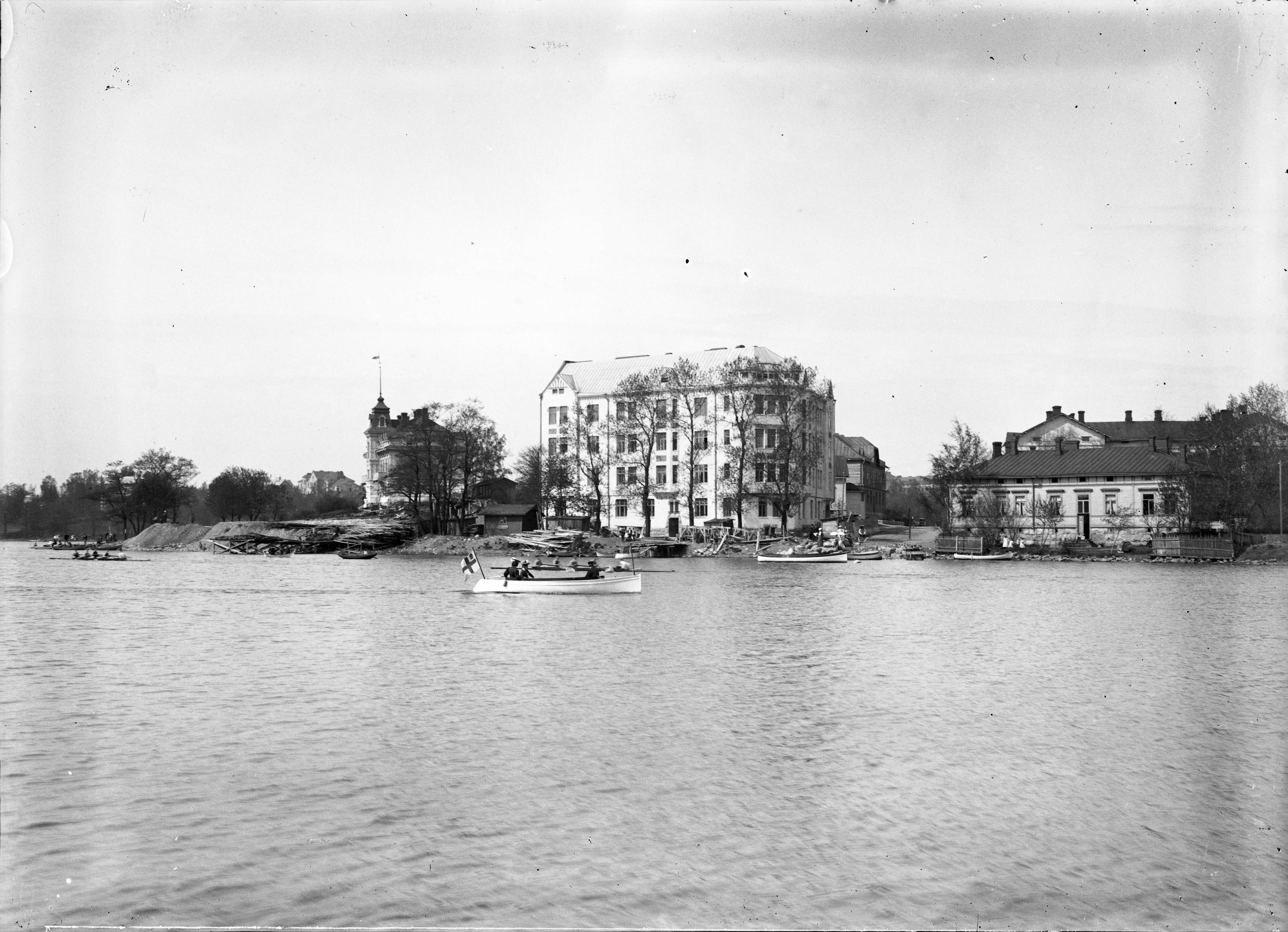
Broholmen, mellan 1890 och 1910
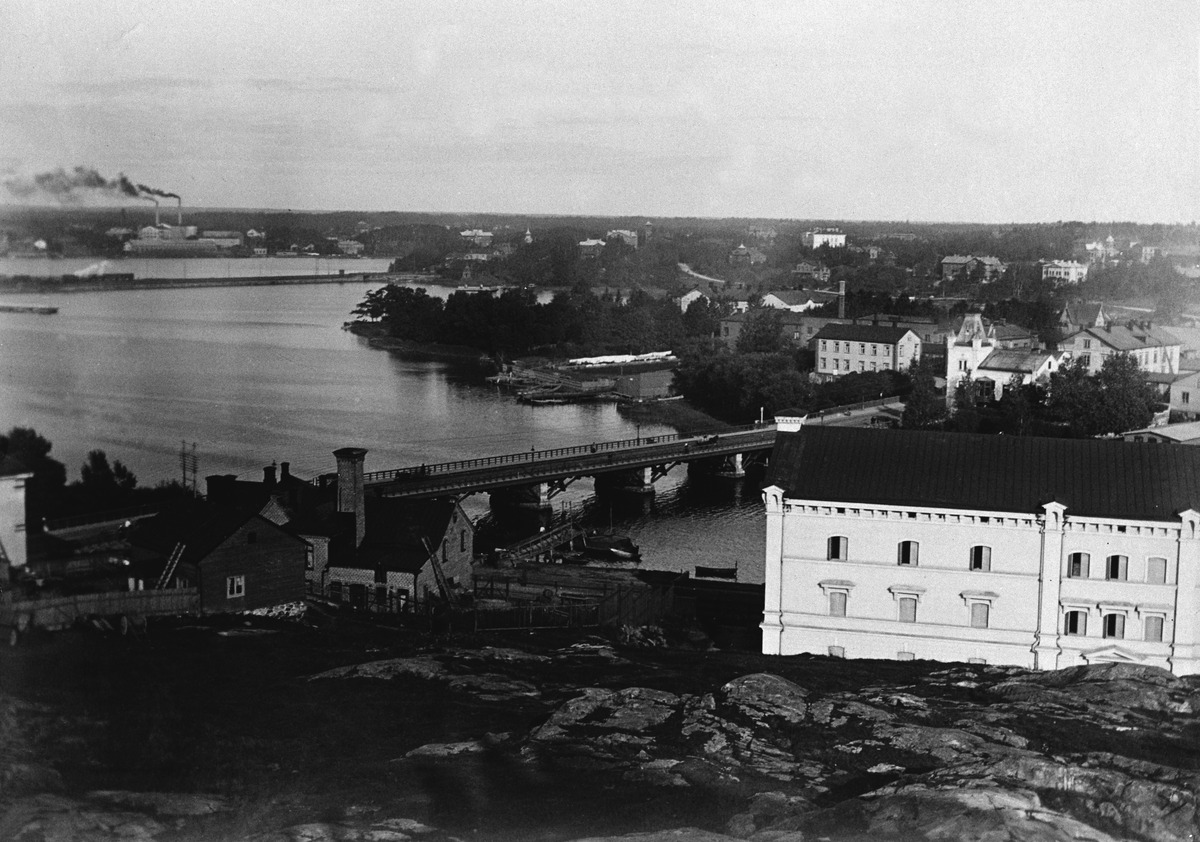
Kajsaniemiviken och den tidigare Långa bron, 1906
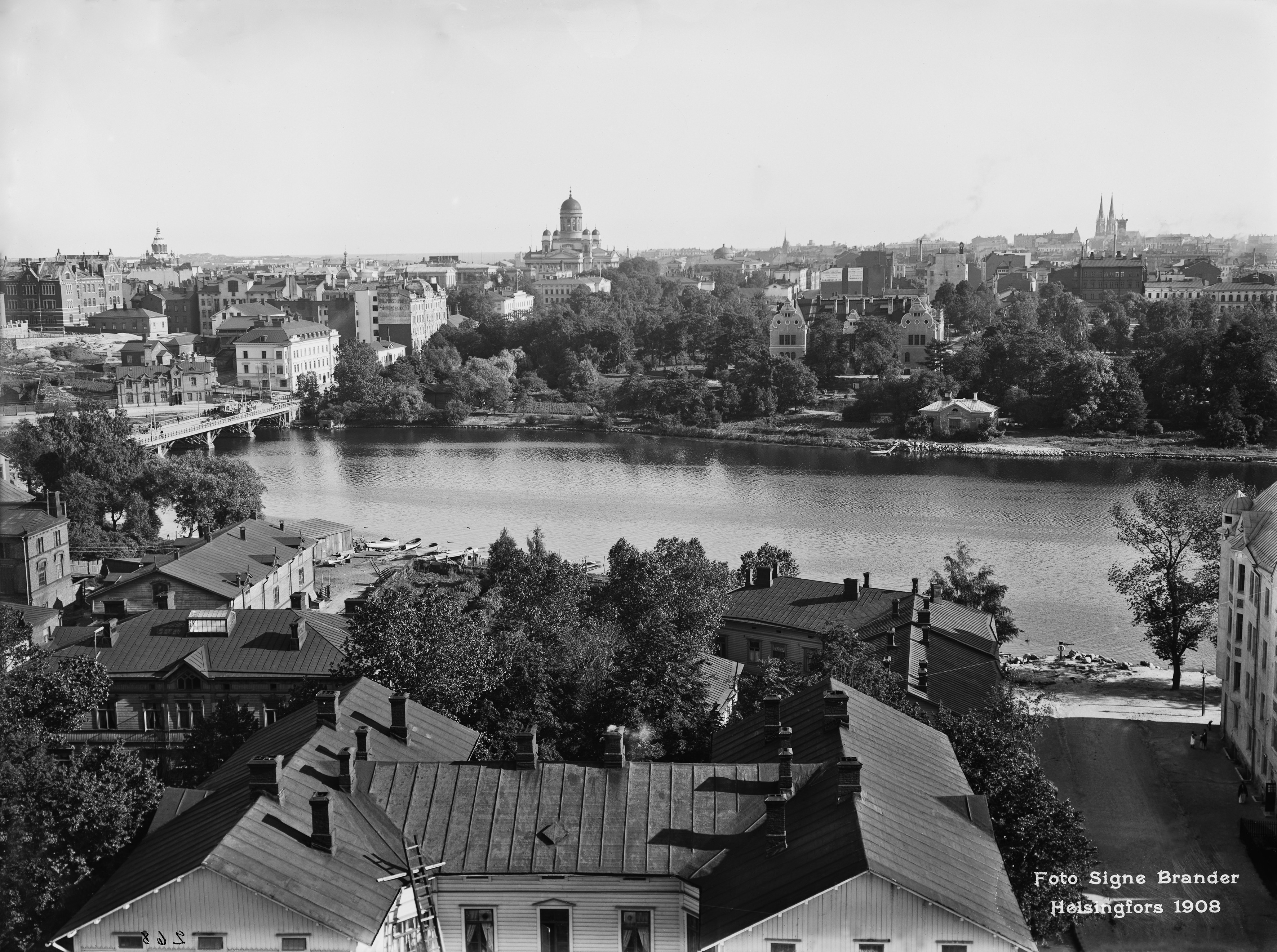
Utsikt från Broholmen över Kronohagen, 1908. Foto: Signe Brander.
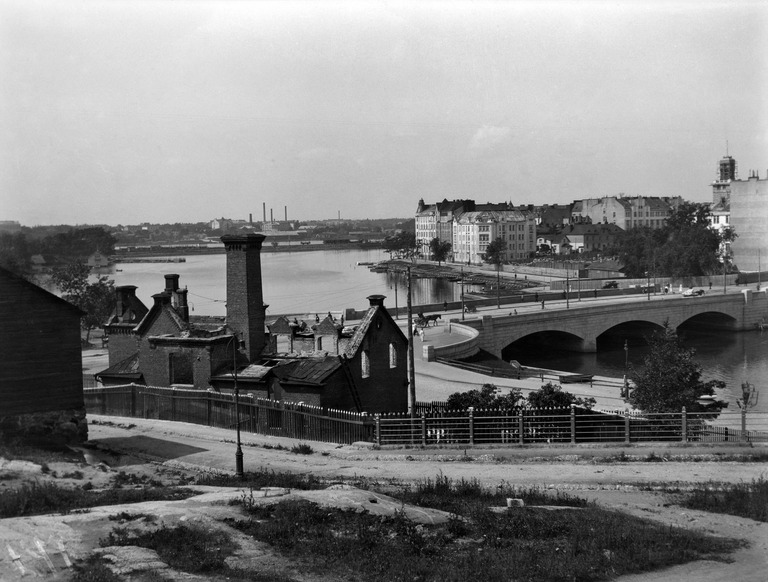
Kajsaniemiviken och den nya Långa bron, 1918
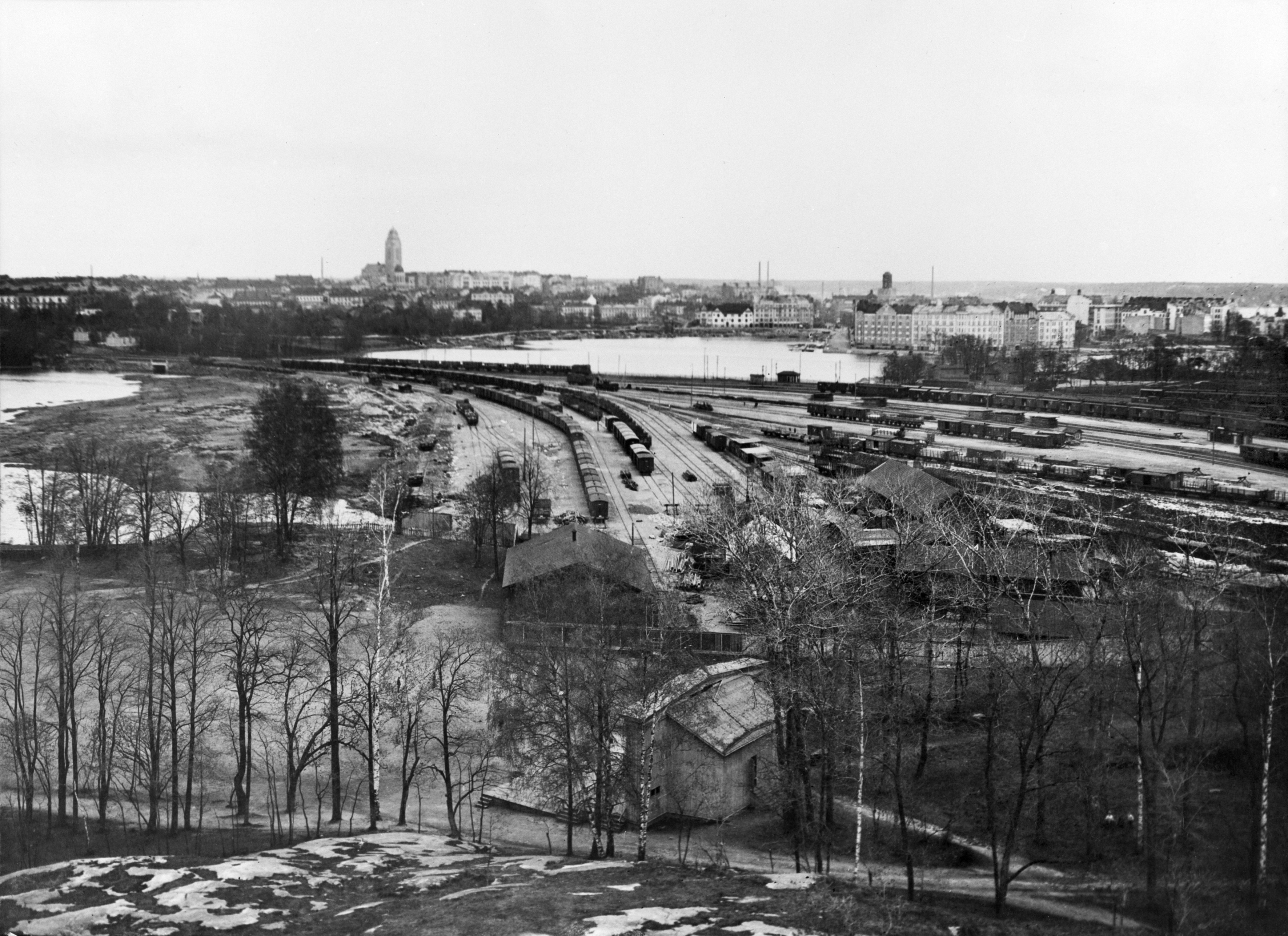
Djurgårdsviken och Kajsaniemiviken sedda från Nationalmuseums torn, omkring 1920. I förgrunden VR:s godsbangård
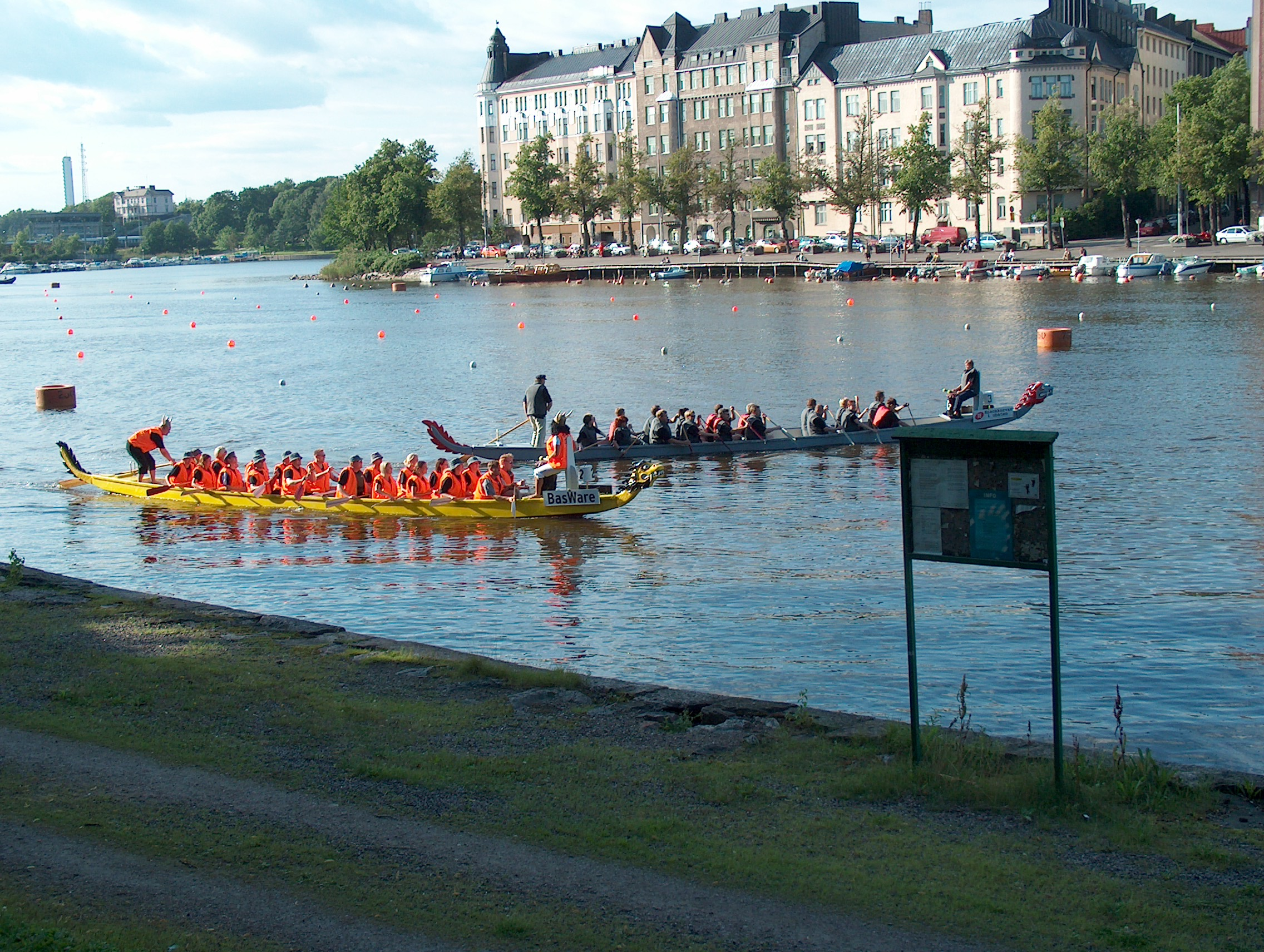
Drakbåtstävling, 2004